# Joachim Fernau

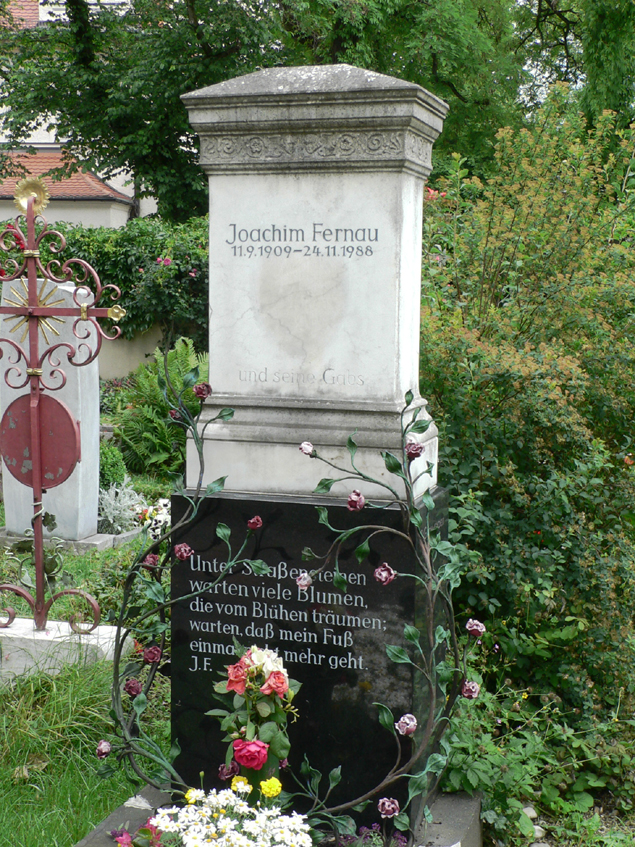
Grób Joachima Fernausa na Bogenhausener Friedhof w Monachium

Joachim Fernau (ur. 11 września 1909 w Bydgoszczy, zm. 24 listopada 1988 we Florencji) – malarz, pisarz i dziennikarz.
Studiował w Berlinie. W 1939 r. został powołany do wojska, służył w policji, marynarce wojennej oraz propagandzie. Po wojnie podjął pracę dziennikarską w Stuttgarcie. W 1952 r. przeniósł się do Monachium, następnie do Florencji we Włoszech, gdzie zmarł. Został pochowany na Cmentarzu Bogenhausen w Monachium.